# Hibiscus cerradoensis
Hibiscus cerradoensis är en malvaväxtart som beskrevs av M.Y. Menzel, P.A. Fryxell och F.D. Wilson. Hibiscus cerradoensis ingår i Hibiskussläktet som ingår i familjen malvaväxter. Inga underarter finns listade i Catalogue of Life.